# Arctocephalinae
Los artocefalinos (Arctocephalinae) son una subfamilia de mamíferos marinos conocidos como osos marinos o lobos marinos. Esta subfamilia está dentro de la Familia Otariidae en la superfamilia Pinnipedia. Posee dos géneros, uno monotípico, limitado a las aguas árticas y del océano Pacífico nororiental. El otro género se hace presente desde el océano Pacífico nororiental hasta la Antártida y está compuesto por 8 especies, si bien es fundamentalmente un género del Hemisferio Sur.

## Clasificación de la subfamilia Arctocephalinae
- Género Callorhinus
  - Callorhinus ursinus - Oso marino ártico. Puebla las costas e islas de buena parte de Alaska y Siberia (Islas Pribilof), aunque también cría más al sur, en aguas canadienses y californianas.

- Género Arctocephalus
  - Arctocephalus pusillus - Lobo marino de Australia y Sudáfrica.
  - Arctocephalus gazella - Lobo marino antártico.
  - Arctocephalus philippii - Lobo fino de Juan Fernández.
  - Arctocephalus galapagoensis - Lobo fino de las Galápagos.
  - Arctocephalus forsteri - Lobo marino de Nueva Zelanda.
  - Arctocephalus tropicalis - Lobo marino tropical.
  - Arctocephalus australis - Lobo marino de dos pelos.

## Galería

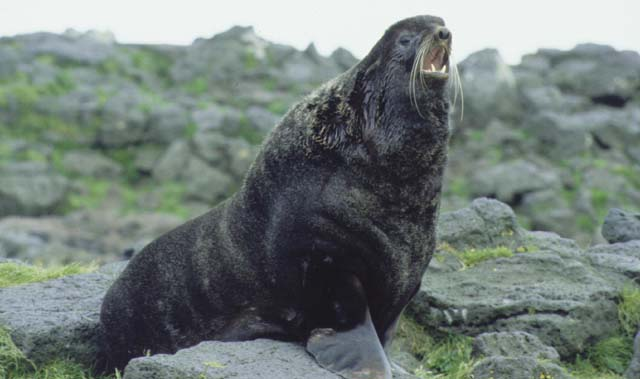
Oso marino ártico (Callorhinus ursinus)
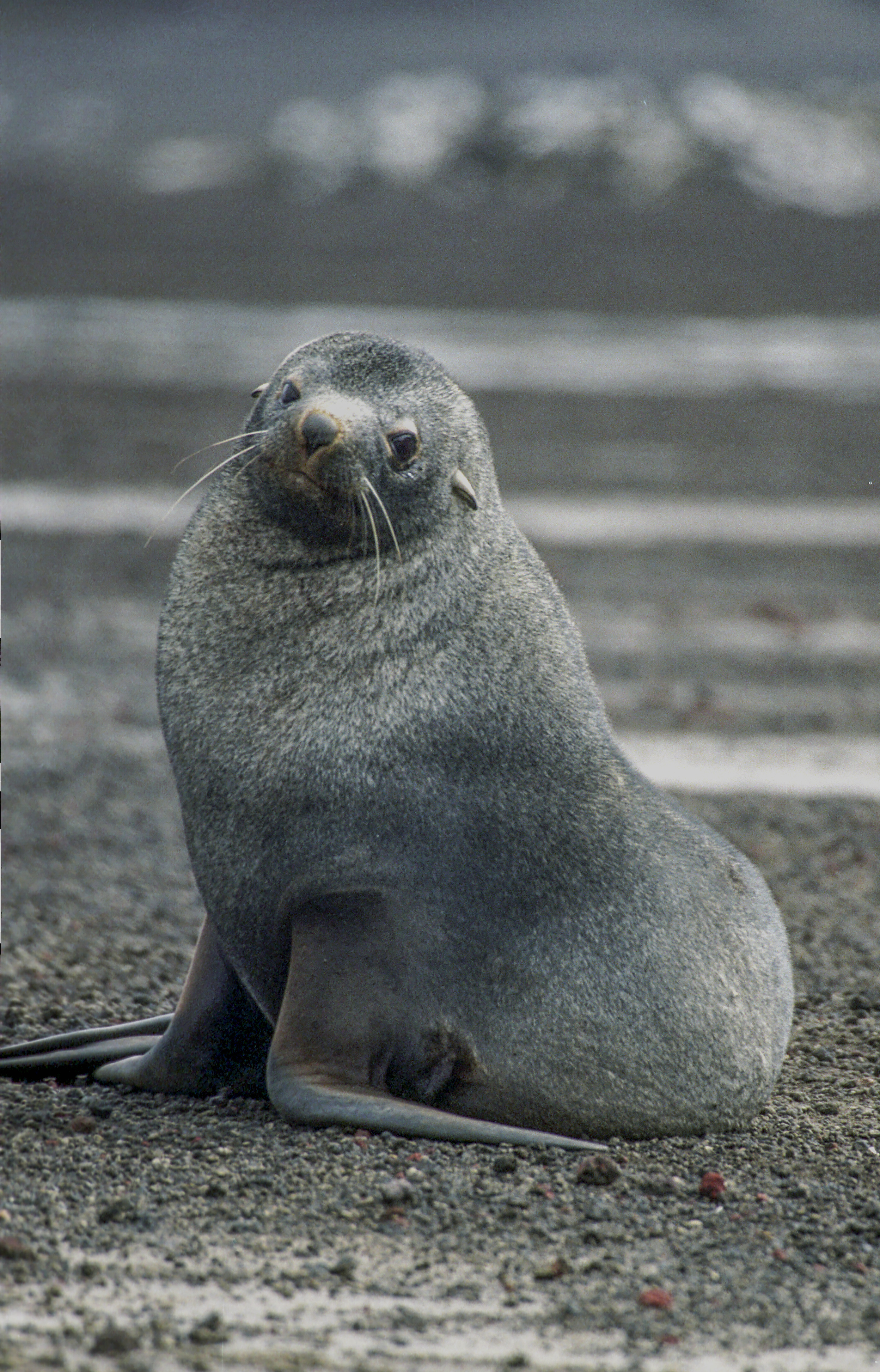
Lobo marino antártico (Arctocephalus gazella)
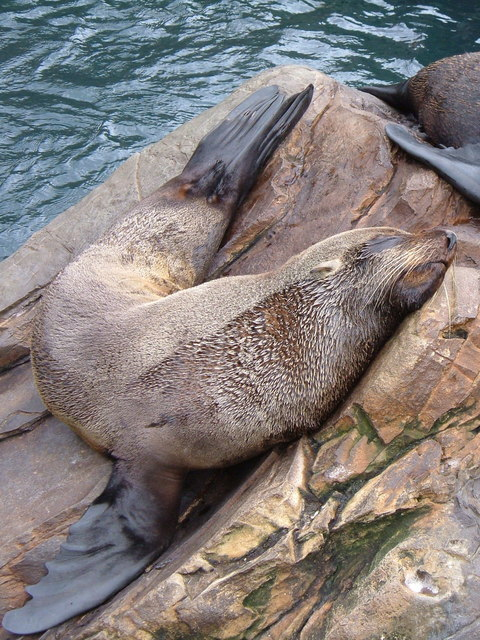
Lobo marino de dos pelos (Arctocephalus australis)
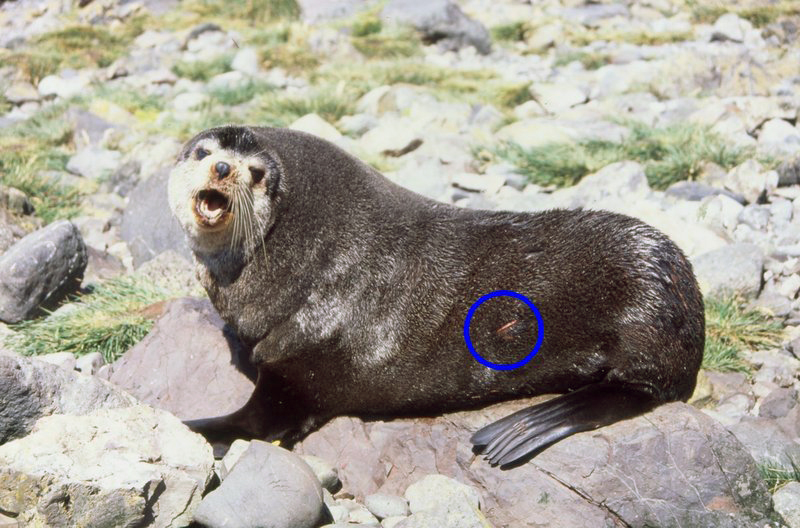
Lobo marino subtropical (Arctocephalus tropicalis)
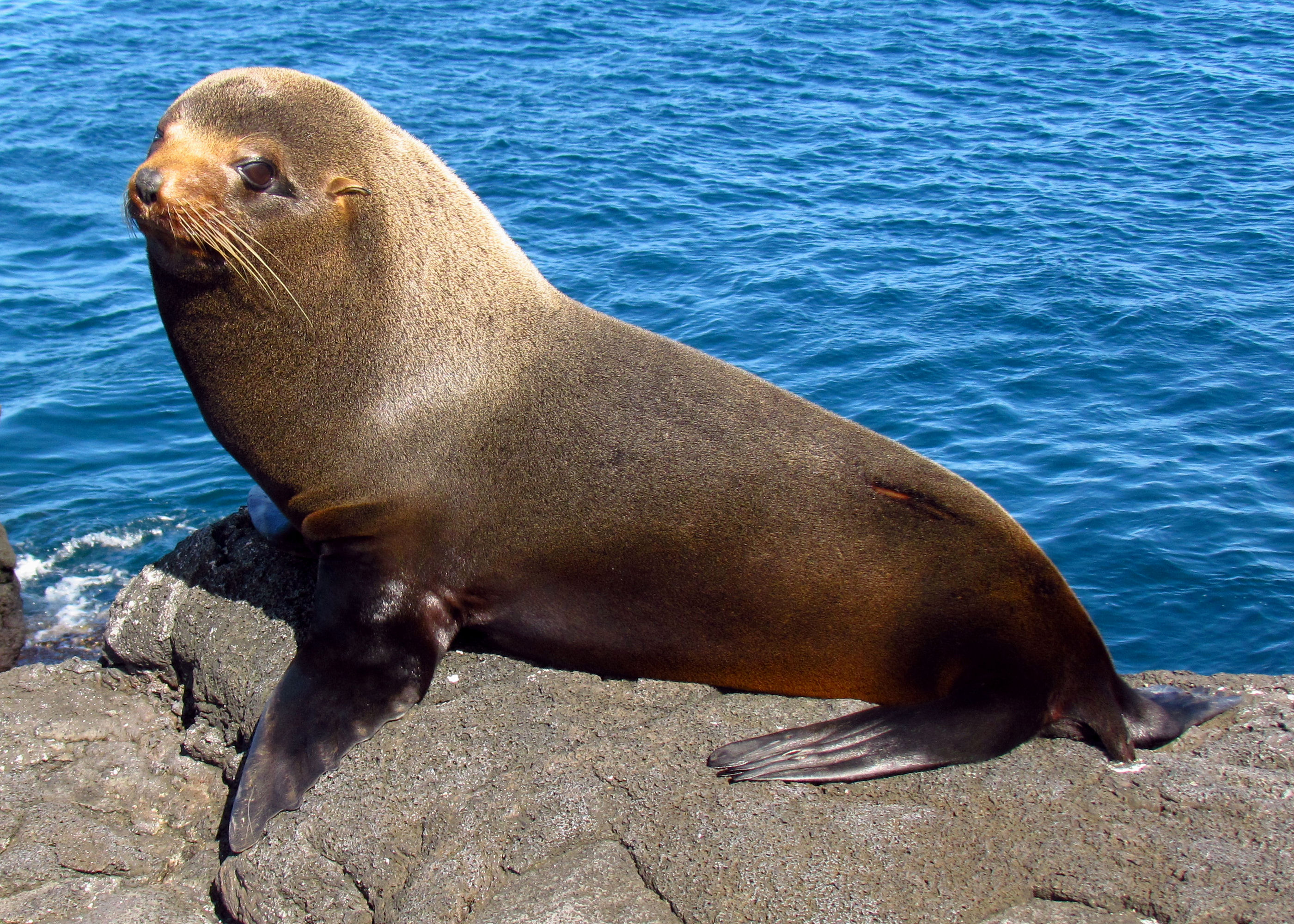
Lobo marino de las Galápagos (Arctocephalus galapagoensis)
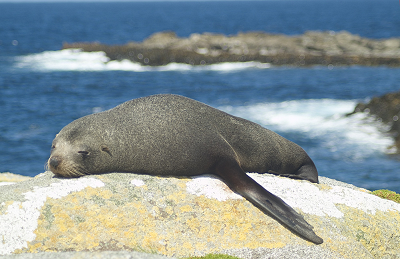
Lobo marino de Nueva Zelanda (Arctocephalus forsteri)